# 730-е годы до н. э.
730-е (семьсо́т тридца́тые) го́ды до на́шей э́ры по пролептическому юлианскому календарю — промежуток времени с 1 января 739 года до н. э. по 31 декабря 730 года до н. э., включающий с 739 по 731 годы 7-го десятилетия  и 730 год 8-го десятилетия VIII века 1-го тысячелетия до н. э. Им предшествовали 740-е годы до н. э., за ними следовали 720-е годы до н. э. Они закончились 2755 лет назад.

## События

### Римское царство
- Царь: Ромул.

- 730 (2 год Чжуан-бо) — Согласно «Тай пин юй лань», дисцы внезапно напали на И (столицу Цзинь), дошли до окраин столицы[1].
- 730 — Закончилось правление XXIII династии фараонов в Египте. Начало правления XXIV династии.
- 730—715 до н. э. — Объединение областей Дельты и Верхнего Египта.

## Приблизительно датируемые события
- Киммерийцы в Западном Закавказье.
- Вскоре после 738 до н. э. — первое упоминание об ионийцах в ассирийских источниках[2].
- 737 до н. э. — повторный поход Тиглатпаласара III на Парсуа.
- Ок. 740 — коринфяне построили храм Геры Лимении в Герее[3].
- Ок. 740 — ок. 720 — цари Спарты Полидор из рода Агидов. Спартанцы основали две колонии: одну в Италии, в Кротоне, другую — в области локров, у мыса Зефирия. Убит Полемархом.